# 丁斯特韦勒
丁斯特韦勒是德国莱茵兰-普法尔茨州的一个市镇。总面积6.69平方公里，总人口295人，其中男性145人，女性150人（2011年12月31日），人口密度44人/平方公里。